# Kloster Yesse
Kloster Yesse war ein Zisterzienserinnenkloster im Weiler Essen, Gemeinde Groningen, Provinz Groningen, südöstlich der Stadt Groningen.
Der Name des Klosters wird Jesse (Yesse oder Isai) abgeleitet, dem Vater des biblischen Königs David. Nach der Chronik des Klosters Aduard (ca. 1485) und nach Ubbo Emmius (ca. 1600) wurde es 1215 oder 1216 gestiftet. Das Kloster war unmittelbar dem Mutterkloster Clairvaux untergeordnet. Es bestand bis zur Aufhebung in der Reformation 1594. Um 1890 wurden die letzten Reste des Klosters abgeräumt. 2006 wurde ein Besucherzentrum auf dem früheren Standort eingerichtet.

## Weblink
- Website des ehemaligen Klosters (niederländisch)